# Campeonato Sudamericano de Voleibol Femenino de 2023
La edición XXXV del Campeonato Sudamericano de Voleibol Femenino se realizó en Recife, Brasil, del 19 al 23 de agosto de 2023.
Participaron cinco selecciones nacionales sudamericanas: Brasil, Argentina, Colombia, Chile y Perú.

## Equipos participantes
El torneo contó con la participación de cinco selecciones:
- Argentina
- Brasil (anfitrión)
- Chile
- Colombia
- Perú

## Modo de disputa
El torneo se disputó a grupo único en un sistema de todos contra todos. Una victoria por 3-0 o 3-1 otorgó 3 puntos para el ganador y ninguno al perdedor, mientras que una victoria por 3-2 repartió 2 puntos para el ganador y 1 para el perdedor. Al final del campeonato, el seleccionado con más puntos fue el campeón del torneo.

## Resultados
|      |           | Partidos | Partidos | Partidos |       | Sets | Sets | Sets  | Puntos | Puntos | Puntos |
| Pos. | Equipo    | PJ       | PG       | PP       | Ptos. | SG   | SP   | Ratio | PG     | PP     | Ratio  |
| ---- | --------- | -------- | -------- | -------- | ----- | ---- | ---- | ----- | ------ | ------ | ------ |
| 1    | Brasil    | 4        | 4        | 0        | 12    | 12   | 0    | máx.  | 300    | 196    | 1.531  |
| 2    | Argentina | 4        | 3        | 1        | 9     | 9    | 4    | 2.250 | 304    | 291    | 1.045  |
| 3    | Colombia  | 4        | 2        | 2        | 6     | 6    | 7    | 0.857 | 302    | 279    | 1.082  |
| 4    | Chile     | 4        | 1        | 3        | 2     | 3    | 11   | 0.273 | 253    | 329    | 0.769  |
| 5    | Perú      | 4        | 0        | 4        | 1     | 4    | 12   | 0.333 | 305    | 369    | 0.827  |

- Los horarios son correspondientes a la hora local (UTC–3).

| Fecha        | Hora  | Equipo 1  | Res. | Equipo 2  | Set 1 | Set 2 | Set 3 | Set 4 | Set 5 | Total   | Reporte |
| ------------ | ----- | --------- | ---- | --------- | ----- | ----- | ----- | ----- | ----- | ------- | ------- |
| 19 de agosto | 18:00 | Argentina | 3-1  | Perú      | 25-16 | 24-26 | 25-23 | 25-19 |       | 99-84   | CSV     |
| 19 de agosto | 20:30 | Brasil    | 3-0  | Chile     | 25-13 | 25-11 | 25-21 |       |       | 75-45   | CSV     |
| 20 de agosto | 16:00 | Chile     | 0-3  | Colombia  | 10-25 | 24-26 | 13-25 |       |       | 47-76   | CSV     |
| 20 de agosto | 18:30 | Brasil    | 3-0  | Argentina | 25-17 | 25-16 | 25-17 |       |       | 75-50   | CSV     |
| 21 de agosto | 18:00 | Perú      | 1-3  | Colombia  | 25-20 | 17-25 | 15-25 | 20-25 |       | 77-95   | CSV     |
| 21 de agosto | 20:30 | Chile     | 0-3  | Argentina | 23-25 | 23-25 | 15-25 |       |       | 61-75   | CSV     |
| 22 de agosto | 18:00 | Argentina | 3-0  | Colombia  | 25-20 | 29-27 | 26-24 |       |       | 80-71   | CSV     |
| 22 de agosto | 20:30 | Brasil    | 3-0  | Perú      | 25-14 | 25-18 | 25-9  |       |       | 75-41   | CSV     |
| 23 de agosto | 18:00 | Perú      | 2-3  | Chile     | 25-23 | 23-25 | 17-25 | 25-12 | 13-15 | 103-100 |         |
| 23 de agosto | 20:30 | Brasil    | 3-0  | Colombia  | 25-19 | 25-22 | 25-19 |       |       | 75-60   |         |

## Clasificación general
| Pos.              | Equipo    |
| ----------------- | --------- |
| Medalla de oro    | Brasil    |
| Medalla de plata  | Argentina |
| Medalla de bronce | Colombia  |
| 4                 | Chile     |
| 5                 | Perú      |

|  |

## Distinciones individuales
Al culminar la competición la organización del torneo entregó los siguientes premios individuales:
- Jugadora más valiosa (MVP):  Gabriela Guimarães
- Mejor opuesta:  Kisy Nascimento
- Mejor central:  Thaísa
- 2.ª mejor central:  Candelaria Herrera
- Mejor armadora:  Roberta Ratzke
- Mejor puntera:  Gabriela Guimarães
- 2.ª mejor puntera:  Amanda Coneo
- Mejor líbero:  Nyeme Costa